# Věkoše
Věkoše (niem. Wiekosch) – część miasta ustawowego Hradec Králové. Znajduje się na północ od centrum miasta. Mieszka tutaj na stałe ponad 2 500 osób.